# Панарино (Воловский район)
Панарино — деревня в Воловском районе Тульской области России.
В рамках административно-территориального устройства является центром Панаринского сельского округа Воловского района, в рамках организации местного самоуправления входит в Двориковское сельское поселение.

## География
Расположена на реке Красивая Меча (правом притоке Дона), в 13 км к юго-западу от районного центра, посёлка городского типа Волово, в 81 км к югу от областного центра, г. Тулы. 

## Население
| 2002 | 2010 |
| ---- | ---- |
| 284  | ↘270 |